# ファンティーニ燦
ファンティーニ 燦（ファンティーニ あきら、日本名：大村 燦
、1998年5月24日 - ）は、千葉県市川市出身のサッカー選手。Jリーグ・京都サンガF.C.所属。ポジションは、ゴールキーパー（GK）。

## 来歴
父親はイタリア人、母親は日本人で両国の国籍を保有。千葉県市川市で生まれ、幼稚園から小学校まで中国で過ごした。6歳でサッカーを始めた当初はフォワードだったが、父親と一緒にイタリア代表の試合を観戦した時のジャンルイジ・ブッフォンのプレーに憧れを抱き、小学校3年生でゴールキーパーを始めた。
小学校から中学校に上がるタイミングでイタリアへ渡り、2010年、12歳の時に父親の生まれ故郷にあるACチェゼーナの入団テストに合格し、下部組織に入団。2014-15シーズンはアリエービ（U-16）の全国リーグで4強入りに貢献するなど活躍し、インテル・ミラノが獲得に興味を示した。U-19チームに所属していた2016年4月に、17歳でトップチームに第3GKとして初めて招集された。翌2016-17シーズンの同年8月には、トップチームに選手登録されて、コッパ・イタリアで2試合ベンチ入りを経験した。
2017年4月、J1リーグ・サガン鳥栖へ加入した。2018年12月、契約満了により退団することが発表された。
2019年7月にヴァンフォーレ甲府の練習に参加したが契約には至らなかった。2019年12月21日、福島ユナイテッドFCに加入すると発表された。
2022年1月5日、レノファ山口FCへ期限付き移籍することが発表された。
山口では出場機会はなく、2023年1月11日、福島ユナイテッドFCへの復帰が発表された。2023年12月3日、福島ユナイテッドFCは契約満了を発表した。

## 所属クラブ
- 2010年 - 2016年  ACチェゼーナ（U-12～U-19）
- 2016年 - 2017年  ACチェゼーナ
- 2017年4月 - 2018年  サガン鳥栖
- 2020年 - 2023年  福島ユナイテッドFC
  - 2022年  レノファ山口FC（期限付き移籍）
- 2024年 -  京都サンガF.C.

## 個人成績
| 国内大会個人成績 | 国内大会個人成績 | 国内大会個人成績 | 国内大会個人成績 | 国内大会個人成績 | 国内大会個人成績 | 国内大会個人成績 | 国内大会個人成績 | 国内大会個人成績 | 国内大会個人成績 | 国内大会個人成績 | 国内大会個人成績 |
| 年度             | クラブ           | 背番号           | リーグ           | リーグ戦         | リーグ戦         | リーグ杯         | リーグ杯         | オープン杯       | オープン杯       | 期間通算         | 期間通算         |
| 年度             | クラブ           | 背番号           | リーグ           | 出場             | 得点             | 出場             | 得点             | 出場             | 得点             | 出場             | 得点             |
| イタリア         | イタリア         | イタリア         | イタリア         | リーグ戦         | リーグ戦         | イタリア杯       | イタリア杯       | オープン杯       | オープン杯       | 期間通算         | 期間通算         |
| ---------------- | ---------------- | ---------------- | ---------------- | ---------------- | ---------------- | ---------------- | ---------------- | ---------------- | ---------------- | ---------------- | ---------------- |
| 2016-17          | チェゼーナ       | 30               | セリエB          | 0                | 0                | 0                | 0                | -                | -                | 0                | 0                |
| 日本             | 日本             | 日本             | 日本             | リーグ戦         | リーグ戦         | リーグ杯         | リーグ杯         | 天皇杯           | 天皇杯           | 期間通算         | 期間通算         |
| 2017             | 鳥栖             | 30               | J1               | 0                | 0                | 0                | 0                | 0                | 0                | 0                | 0                |
| 2018             | 鳥栖             | 30               | J1               | 0                | 0                | 0                | 0                | 0                | 0                | 0                | 0                |
| 2020             | 福島             | 1                | J3               | 19               | 0                | -                | -                | -                | -                | 19               | 0                |
| 2021             | 福島             | 1                | J3               | 2                | 0                | -                | -                | -                | -                | 2                | 0                |
| 2022             | 山口             | 1                | J2               | 0                | 0                | -                | -                | 0                | 0                | 0                | 0                |
| 2023             | 福島             | 16               | J3               | 0                | 0                | -                | -                | 0                | 0                | 0                | 0                |
| 2024             | 京都             | 36               | J1               | 0                | 0                | 0                | 0                | 0                | 0                | 0                | 0                |
| 2025             | 京都             | 36               | J1               |                  |                  |                  |                  |                  |                  |                  |                  |
| 通算             | イタリア         | イタリア         | セリエB          | 0                | 0                | 0                | 0                | -                | -                | 0                | 0                |
| 通算             | 日本             | 日本             | J1               | 0                | 0                | 0                | 0                | 0                | 0                | 0                | 0                |
| 通算             | 日本             | 日本             | J2               | 0                | 0                | -                | -                | 0                | 0                | 0                | 0                |
| 通算             | 日本             | 日本             | J3               | 21               | 0                | -                | -                | -                | -                | 21               | 0                |
| 総通算           | 総通算           | 総通算           | 総通算           | 21               | 0                | 0                | 0                | 0                | 0                | 21               | 0                |

- Jリーグ初出場 - 2020年6月27日 明治安田生命J3第1節 対ヴァンラーレ八戸(とうほう・みんなのスタジアム)[16]